# Khalid Dahamni
Khalid Dahamni (en arabe : خالد دحامني) est un footballeur algérien né le 25 novembre 1999 à Chlef en Algérie. Il évolue au poste de milieu offensif au MC Alger.

## Biographie
Khalid Dahamni signe son premier contrat professionnel avec le club de l'ASO Chlef, qui est son club formateur. Il dispute ses premières minutes en professionnel le 8 janvier 2021 en entrant en jeu lors du déplacement de son équipe à Alger contre le NA Hussein Dey (défaite 1-0).
Il est appelé en équipe A' pour la première fois par Madjid Bougherra pour la double confrontation contre le Togo. Le 7 avril 2022, il inscrit son premier but en équipe A' contre le Togo.

## Statistiques
| Saison                | Club                  | Championnat           | Championnat | Championnat | Championnat | Coupe(s) nationale(s) | Coupe(s) nationale(s) | Coupe(s) nationale(s) | Compétition(s) continentale(s) | Compétition(s) continentale(s) | Compétition(s) continentale(s) | Compétition(s) continentale(s) | Total | Total | Total |
| Saison                | Club                  | Division              | M.          | B.          | P.d.        | M.                    | B.                    | P.d.                  | Comp.                          | M.                             | B.                             | P.d.                           | M.    | B.    | P.d.  |
| 2020-2021             | ASO Chlef             | 1                     | 11          | 1           | 0           | 1                     | 1                     | 0                     | -                              | -                              | -                              | -                              | 12    | 2     | 0     |
| 2021-2022             | ASO Chlef             | 1                     | 28          | 3           | 3           | -                     | -                     | -                     | -                              | -                              | -                              | -                              | 28    | 3     | 3     |
| Total sur la carrière | Total sur la carrière | Total sur la carrière | 39          | 4           | 3           | 1                     | 1                     | 0                     | -                              | -                              | -                              | -                              | 40    | 5     | 3     |